# 1210
Portal Geschichte | Portal Biografien | Aktuelle Ereignisse | Jahreskalender | Tagesartikel

◄ |
12. Jahrhundert |
13. Jahrhundert
| 14. Jahrhundert | ►

◄ |
1180er |
1190er |
1200er |
1210er
| 1220er | 1230er | 1240er | ►

◄◄ |
◄ |
1206 |
1207 |
1208 |
1209 |
1210
| 1211 | 1212 | 1213 | 1214 | ► | ►►
Staatsoberhäupter  · Nekrolog
| Januar | Januar | Januar | Januar | Januar | Januar | Januar | Januar |
| Kw     | Mo     | Di     | Mi     | Do     | Fr     | Sa     | So     |
| ------ | ------ | ------ | ------ | ------ | ------ | ------ | ------ |
| 53     |        |        |        |        | 1      | 2      | 3      |
| 1      | 4      | 5      | 6      | 7      | 8      | 9      | 10     |
| 2      | 11     | 12     | 13     | 14     | 15     | 16     | 17     |
| 3      | 18     | 19     | 20     | 21     | 22     | 23     | 24     |
| 4      | 25     | 26     | 27     | 28     | 29     | 30     | 31     |

| Februar | Februar | Februar | Februar | Februar | Februar | Februar | Februar |
| Kw      | Mo      | Di      | Mi      | Do      | Fr      | Sa      | So      |
| ------- | ------- | ------- | ------- | ------- | ------- | ------- | ------- |
| 5       | 1       | 2       | 3       | 4       | 5       | 6       | 7       |
| 6       | 8       | 9       | 10      | 11      | 12      | 13      | 14      |
| 7       | 15      | 16      | 17      | 18      | 19      | 20      | 21      |
| 8       | 22      | 23      | 24      | 25      | 26      | 27      | 28      |

| März | März | März | März | März | März | März | März |
| Kw   | Mo   | Di   | Mi   | Do   | Fr   | Sa   | So   |
| ---- | ---- | ---- | ---- | ---- | ---- | ---- | ---- |
| 9    | 1    | 2    | 3    | 4    | 5    | 6    | 7    |
| 10   | 8    | 9    | 10   | 11   | 12   | 13   | 14   |
| 11   | 15   | 16   | 17   | 18   | 19   | 20   | 21   |
| 12   | 22   | 23   | 24   | 25   | 26   | 27   | 28   |
| 13   | 29   | 30   | 31   |      |      |      |      |

| April | April | April | April | April | April | April | April |
| Kw    | Mo    | Di    | Mi    | Do    | Fr    | Sa    | So    |
| ----- | ----- | ----- | ----- | ----- | ----- | ----- | ----- |
| 13    |       |       |       | 1     | 2     | 3     | 4     |
| 14    | 5     | 6     | 7     | 8     | 9     | 10    | 11    |
| 15    | 12    | 13    | 14    | 15    | 16    | 17    | 18    |
| 16    | 19    | 20    | 21    | 22    | 23    | 24    | 25    |
| 17    | 26    | 27    | 28    | 29    | 30    |       |       |

| Mai | Mai | Mai | Mai | Mai | Mai | Mai | Mai |
| Kw  | Mo  | Di  | Mi  | Do  | Fr  | Sa  | So  |
| --- | --- | --- | --- | --- | --- | --- | --- |
| 17  |     |     |     |     |     | 1   | 2   |
| 18  | 3   | 4   | 5   | 6   | 7   | 8   | 9   |
| 19  | 10  | 11  | 12  | 13  | 14  | 15  | 16  |
| 20  | 17  | 18  | 19  | 20  | 21  | 22  | 23  |
| 21  | 24  | 25  | 26  | 27  | 28  | 29  | 30  |
| 22  | 31  |     |     |     |     |     |     |

| Juni | Juni | Juni | Juni | Juni | Juni | Juni | Juni |
| Kw   | Mo   | Di   | Mi   | Do   | Fr   | Sa   | So   |
| ---- | ---- | ---- | ---- | ---- | ---- | ---- | ---- |
| 22   |      | 1    | 2    | 3    | 4    | 5    | 6    |
| 23   | 7    | 8    | 9    | 10   | 11   | 12   | 13   |
| 24   | 14   | 15   | 16   | 17   | 18   | 19   | 20   |
| 25   | 21   | 22   | 23   | 24   | 25   | 26   | 27   |
| 26   | 28   | 29   | 30   |      |      |      |      |

| Juli | Juli | Juli | Juli | Juli | Juli | Juli | Juli |
| Kw   | Mo   | Di   | Mi   | Do   | Fr   | Sa   | So   |
| ---- | ---- | ---- | ---- | ---- | ---- | ---- | ---- |
| 26   |      |      |      | 1    | 2    | 3    | 4    |
| 27   | 5    | 6    | 7    | 8    | 9    | 10   | 11   |
| 28   | 12   | 13   | 14   | 15   | 16   | 17   | 18   |
| 29   | 19   | 20   | 21   | 22   | 23   | 24   | 25   |
| 30   | 26   | 27   | 28   | 29   | 30   | 31   |      |

| August | August | August | August | August | August | August | August |
| Kw     | Mo     | Di     | Mi     | Do     | Fr     | Sa     | So     |
| ------ | ------ | ------ | ------ | ------ | ------ | ------ | ------ |
| 30     |        |        |        |        |        |        | 1      |
| 31     | 2      | 3      | 4      | 5      | 6      | 7      | 8      |
| 32     | 9      | 10     | 11     | 12     | 13     | 14     | 15     |
| 33     | 16     | 17     | 18     | 19     | 20     | 21     | 22     |
| 34     | 23     | 24     | 25     | 26     | 27     | 28     | 29     |
| 35     | 30     | 31     |        |        |        |        |        |

| September | September | September | September | September | September | September | September |
| Kw        | Mo        | Di        | Mi        | Do        | Fr        | Sa        | So        |
| --------- | --------- | --------- | --------- | --------- | --------- | --------- | --------- |
| 35        |           |           | 1         | 2         | 3         | 4         | 5         |
| 36        | 6         | 7         | 8         | 9         | 10        | 11        | 12        |
| 37        | 13        | 14        | 15        | 16        | 17        | 18        | 19        |
| 38        | 20        | 21        | 22        | 23        | 24        | 25        | 26        |
| 39        | 27        | 28        | 29        | 30        |           |           |           |

| Oktober | Oktober | Oktober | Oktober | Oktober | Oktober | Oktober | Oktober |
| Kw      | Mo      | Di      | Mi      | Do      | Fr      | Sa      | So      |
| ------- | ------- | ------- | ------- | ------- | ------- | ------- | ------- |
| 39      |         |         |         |         | 1       | 2       | 3       |
| 40      | 4       | 5       | 6       | 7       | 8       | 9       | 10      |
| 41      | 11      | 12      | 13      | 14      | 15      | 16      | 17      |
| 42      | 18      | 19      | 20      | 21      | 22      | 23      | 24      |
| 43      | 25      | 26      | 27      | 28      | 29      | 30      | 31      |

| November | November | November | November | November | November | November | November |
| Kw       | Mo       | Di       | Mi       | Do       | Fr       | Sa       | So       |
| -------- | -------- | -------- | -------- | -------- | -------- | -------- | -------- |
| 44       | 1        | 2        | 3        | 4        | 5        | 6        | 7        |
| 45       | 8        | 9        | 10       | 11       | 12       | 13       | 14       |
| 46       | 15       | 16       | 17       | 18       | 19       | 20       | 21       |
| 47       | 22       | 23       | 24       | 25       | 26       | 27       | 28       |
| 48       | 29       | 30       |          |          |          |          |          |

| Dezember | Dezember | Dezember | Dezember | Dezember | Dezember | Dezember | Dezember |
| Kw       | Mo       | Di       | Mi       | Do       | Fr       | Sa       | So       |
| -------- | -------- | -------- | -------- | -------- | -------- | -------- | -------- |
| 48       |          |          | 1        | 2        | 3        | 4        | 5        |
| 49       | 6        | 7        | 8        | 9        | 10       | 11       | 12       |
| 50       | 13       | 14       | 15       | 16       | 17       | 18       | 19       |
| 51       | 20       | 21       | 22       | 23       | 24       | 25       | 26       |
| 52       | 27       | 28       | 29       | 30       | 31       |          |          |

| Januar | Januar | Januar | Januar | Januar | Januar | Januar | Januar |
| Kw     | Mo     | Di     | Mi     | Do     | Fr     | Sa     | So     |
| ------ | ------ | ------ | ------ | ------ | ------ | ------ | ------ |
| 53     |        |        |        |        | 1      | 2      | 3      |
| 1      | 4      | 5      | 6      | 7      | 8      | 9      | 10     |
| 2      | 11     | 12     | 13     | 14     | 15     | 16     | 17     |
| 3      | 18     | 19     | 20     | 21     | 22     | 23     | 24     |
| 4      | 25     | 26     | 27     | 28     | 29     | 30     | 31     |

| Februar | Februar | Februar | Februar | Februar | Februar | Februar | Februar |
| Kw      | Mo      | Di      | Mi      | Do      | Fr      | Sa      | So      |
| ------- | ------- | ------- | ------- | ------- | ------- | ------- | ------- |
| 5       | 1       | 2       | 3       | 4       | 5       | 6       | 7       |
| 6       | 8       | 9       | 10      | 11      | 12      | 13      | 14      |
| 7       | 15      | 16      | 17      | 18      | 19      | 20      | 21      |
| 8       | 22      | 23      | 24      | 25      | 26      | 27      | 28      |

| März | März | März | März | März | März | März | März |
| Kw   | Mo   | Di   | Mi   | Do   | Fr   | Sa   | So   |
| ---- | ---- | ---- | ---- | ---- | ---- | ---- | ---- |
| 9    | 1    | 2    | 3    | 4    | 5    | 6    | 7    |
| 10   | 8    | 9    | 10   | 11   | 12   | 13   | 14   |
| 11   | 15   | 16   | 17   | 18   | 19   | 20   | 21   |
| 12   | 22   | 23   | 24   | 25   | 26   | 27   | 28   |
| 13   | 29   | 30   | 31   |      |      |      |      |

| April | April | April | April | April | April | April | April |
| Kw    | Mo    | Di    | Mi    | Do    | Fr    | Sa    | So    |
| ----- | ----- | ----- | ----- | ----- | ----- | ----- | ----- |
| 13    |       |       |       | 1     | 2     | 3     | 4     |
| 14    | 5     | 6     | 7     | 8     | 9     | 10    | 11    |
| 15    | 12    | 13    | 14    | 15    | 16    | 17    | 18    |
| 16    | 19    | 20    | 21    | 22    | 23    | 24    | 25    |
| 17    | 26    | 27    | 28    | 29    | 30    |       |       |

| Mai | Mai | Mai | Mai | Mai | Mai | Mai | Mai |
| Kw  | Mo  | Di  | Mi  | Do  | Fr  | Sa  | So  |
| --- | --- | --- | --- | --- | --- | --- | --- |
| 17  |     |     |     |     |     | 1   | 2   |
| 18  | 3   | 4   | 5   | 6   | 7   | 8   | 9   |
| 19  | 10  | 11  | 12  | 13  | 14  | 15  | 16  |
| 20  | 17  | 18  | 19  | 20  | 21  | 22  | 23  |
| 21  | 24  | 25  | 26  | 27  | 28  | 29  | 30  |
| 22  | 31  |     |     |     |     |     |     |

| Juni | Juni | Juni | Juni | Juni | Juni | Juni | Juni |
| Kw   | Mo   | Di   | Mi   | Do   | Fr   | Sa   | So   |
| ---- | ---- | ---- | ---- | ---- | ---- | ---- | ---- |
| 22   |      | 1    | 2    | 3    | 4    | 5    | 6    |
| 23   | 7    | 8    | 9    | 10   | 11   | 12   | 13   |
| 24   | 14   | 15   | 16   | 17   | 18   | 19   | 20   |
| 25   | 21   | 22   | 23   | 24   | 25   | 26   | 27   |
| 26   | 28   | 29   | 30   |      |      |      |      |

| Juli | Juli | Juli | Juli | Juli | Juli | Juli | Juli |
| Kw   | Mo   | Di   | Mi   | Do   | Fr   | Sa   | So   |
| ---- | ---- | ---- | ---- | ---- | ---- | ---- | ---- |
| 26   |      |      |      | 1    | 2    | 3    | 4    |
| 27   | 5    | 6    | 7    | 8    | 9    | 10   | 11   |
| 28   | 12   | 13   | 14   | 15   | 16   | 17   | 18   |
| 29   | 19   | 20   | 21   | 22   | 23   | 24   | 25   |
| 30   | 26   | 27   | 28   | 29   | 30   | 31   |      |

| August | August | August | August | August | August | August | August |
| Kw     | Mo     | Di     | Mi     | Do     | Fr     | Sa     | So     |
| ------ | ------ | ------ | ------ | ------ | ------ | ------ | ------ |
| 30     |        |        |        |        |        |        | 1      |
| 31     | 2      | 3      | 4      | 5      | 6      | 7      | 8      |
| 32     | 9      | 10     | 11     | 12     | 13     | 14     | 15     |
| 33     | 16     | 17     | 18     | 19     | 20     | 21     | 22     |
| 34     | 23     | 24     | 25     | 26     | 27     | 28     | 29     |
| 35     | 30     | 31     |        |        |        |        |        |

| September | September | September | September | September | September | September | September |
| Kw        | Mo        | Di        | Mi        | Do        | Fr        | Sa        | So        |
| --------- | --------- | --------- | --------- | --------- | --------- | --------- | --------- |
| 35        |           |           | 1         | 2         | 3         | 4         | 5         |
| 36        | 6         | 7         | 8         | 9         | 10        | 11        | 12        |
| 37        | 13        | 14        | 15        | 16        | 17        | 18        | 19        |
| 38        | 20        | 21        | 22        | 23        | 24        | 25        | 26        |
| 39        | 27        | 28        | 29        | 30        |           |           |           |

| Oktober | Oktober | Oktober | Oktober | Oktober | Oktober | Oktober | Oktober |
| Kw      | Mo      | Di      | Mi      | Do      | Fr      | Sa      | So      |
| ------- | ------- | ------- | ------- | ------- | ------- | ------- | ------- |
| 39      |         |         |         |         | 1       | 2       | 3       |
| 40      | 4       | 5       | 6       | 7       | 8       | 9       | 10      |
| 41      | 11      | 12      | 13      | 14      | 15      | 16      | 17      |
| 42      | 18      | 19      | 20      | 21      | 22      | 23      | 24      |
| 43      | 25      | 26      | 27      | 28      | 29      | 30      | 31      |

| November | November | November | November | November | November | November | November |
| Kw       | Mo       | Di       | Mi       | Do       | Fr       | Sa       | So       |
| -------- | -------- | -------- | -------- | -------- | -------- | -------- | -------- |
| 44       | 1        | 2        | 3        | 4        | 5        | 6        | 7        |
| 45       | 8        | 9        | 10       | 11       | 12       | 13       | 14       |
| 46       | 15       | 16       | 17       | 18       | 19       | 20       | 21       |
| 47       | 22       | 23       | 24       | 25       | 26       | 27       | 28       |
| 48       | 29       | 30       |          |          |          |          |          |

| Dezember | Dezember | Dezember | Dezember | Dezember | Dezember | Dezember | Dezember |
| Kw       | Mo       | Di       | Mi       | Do       | Fr       | Sa       | So       |
| -------- | -------- | -------- | -------- | -------- | -------- | -------- | -------- |
| 48       |          |          | 1        | 2        | 3        | 4        | 5        |
| 49       | 6        | 7        | 8        | 9        | 10       | 11       | 12       |
| 50       | 13       | 14       | 15       | 16       | 17       | 18       | 19       |
| 51       | 20       | 21       | 22       | 23       | 24       | 25       | 26       |
| 52       | 27       | 28       | 29       | 30       | 31       |          |          |

## Ereignisse

### Politik und Weltgeschehen

#### Frankreich

Das Wappen der Herren von Montfort

Simon de Montfort führt den Albigenserkreuzzug in Südfrankreich fort. Im Laufe des Frühjahrs unterwirft er die meisten Orte, die über den Winter Widerstand geleistet haben. In Minerve lässt er 400 Katharer verbrennen, die sich weigern zu konvertieren. In Bram lässt er 100 Bürgern die Augen ausstechen und sendet sie zum Widerstandsnest des Ritters Pierre Roger de Cabaret. Durch sein brutales Vorgehen bringt er auch diejenigen okzitanischen Adeligen gegen den Kreuzzug auf, die bislang noch loyal geblieben sind. Graf Raimund VI. von Toulouse kündigt seine Zusammenarbeit auf und wird dafür von Papst Innozenz III. neuerlich exkommuniziert. Viele der bereits eroberten Städte rebellieren im Winter erneut.

#### Heiliges Römisches Reich/Italien
- Februar: König Friedrich II. von Sizilien entlässt seinen Kanzler Walter von Pagliara.
- Kaiser Otto IV. geht nach seiner Krönung auf Konfrontationskurs mit Papst Innozenz III.: Im Februar belehnt er Diepold von Schweinspeunt mit dem Herzogtum Spoleto, über das eigentlich dem Papst die Lehensherrschaft zusteht. Als ihn apulische Barone um Unterstützung gegen den Staufer Friedrich II. bitten, beschließt er einen Feldzug gegen das Königreich Sizilien, um die beiden Reiche wieder unter einer Herrschaft zu vereinen.
- 18. November: Papst Innozenz III. exkommuniziert den bereits im Anathema befindlichen Kaiser. Trotzdem rückt der Welfe weiter nach Süden vor und überwintert in Capua.
- Der Brandenburger Zehntstreit zwischen den Markgrafen von Brandenburg und den Bischöfen von Brandenburg beginnt. Die Markgrafen betrachten seit ihrer Wiedereroberung der Brandenburg 1157 die Bischöfe von Brandenburg als Nutznießer des wiederhergestellten Bistums ohne deren Eigenleistung. Sie beanspruchen daher seitdem mehr oder weniger unausgesprochen die Prärogative und damit auch wesentliche Teile des Kirchenzehnten als Entgelt für die von ihnen erbrachten Leistungen zur Christianisierung des Landes. Die Kirche sieht sich um den ihr zustehenden Kirchenzehnten betrogen.

#### Skandinavien
- 17. Juli: Der zwei Jahre zuvor vertriebene König Sverker II. aus dem Sverkergeschlecht kehrt mit einem dänischen Heer nach Schweden zurück. In der Schlacht bei Gestilren scheitern seine Rückkehrpläne auf den Thron an der Armee des neuen Herrschers Erik X. aus dem Eriksgeschlecht, Sverker kommt in dieser Schlacht ums Leben.
- Da Sverkers Sohn Johann Sverkersson noch zu jung ist, kann Erik X. vorläufig unumstritten regieren. Er wird auch von der Kirche letztendlich akzeptiert und wird von Erzbischof Valerius von Uppsala gekrönt. Im gleichen Jahr heiratet er Prinzessin Rikissa von Dänemark und bringt damit die Aussöhnung mit Dänemark.

#### Ritterorden
- Hermann von Salza wird Hochmeister des Deutschen Ordens. In seine Zeit fällt die Erweiterung der Ordenstätigkeiten von Spanien bis Livland.

Großmeisterwappen Guillaumes de Chartres

- Guillaume de Chartres wird zum Nachfolger des im Vorjahr verstorbenen Philippe du Plessiez als Großmeister des Templerordens gewählt.

#### Kreuzfahrerstaaten

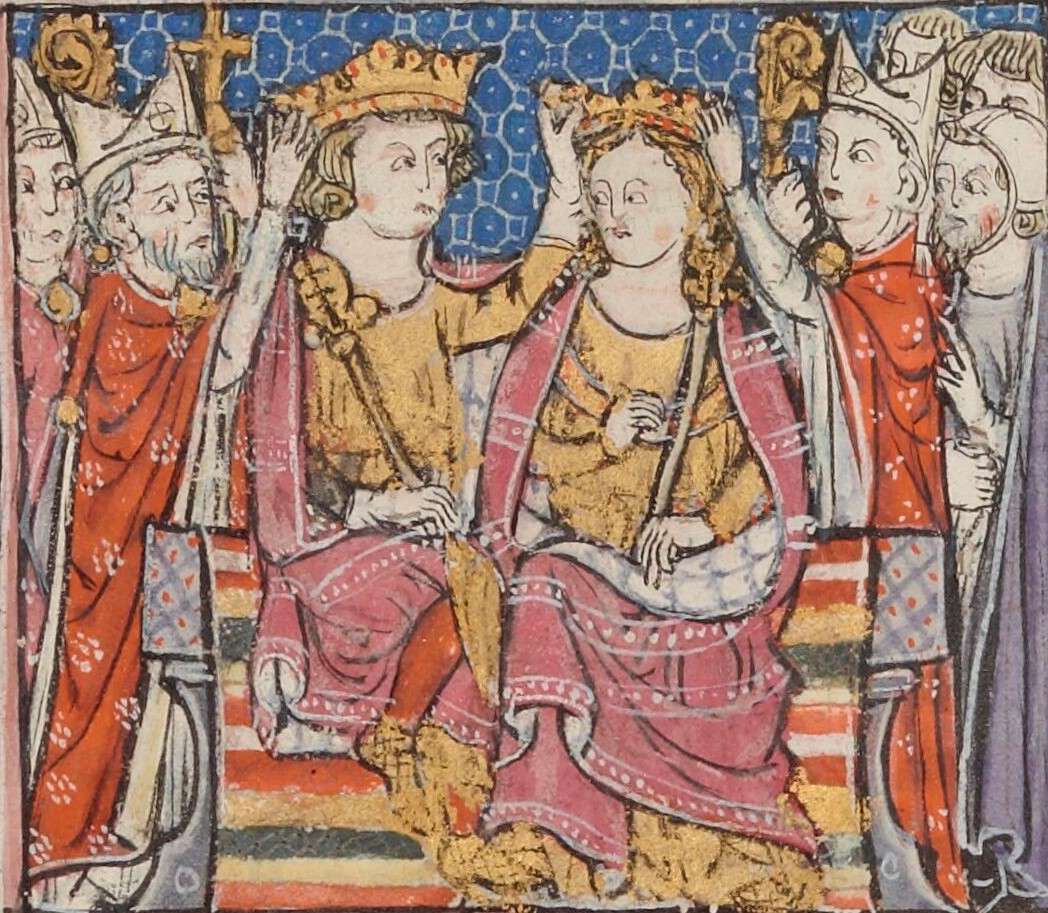
Die Krönung Johanns von Brienne und Marias von Montferrat zu König und Königin von Jerusalem, Miniatur aus dem 13. Jh.

- 14. September: Maria von Montferrat, Königin von Jerusalem aus eigenem Recht, heiratet in der Kirche des heiligen Kreuzes von Akkon den rund 40 Jahre älteren Johann von Brienne. Am 2. Oktober werden die beiden in Tyrus feierlich gekrönt. Johann übernimmt danach die Regentschaft für seine minderjährige Gattin.
- König Leo II. von Armenien heiratet in zweiter Ehe Sibylle von Lusignan, Tochter des Königs Amalrich II./I. von Jerusalem und Zypern.

#### Asien
- 1. September: Nur ad-Din Muhammad, 24. Imam der Schia der Nizari-Ismailiten und fünfter Herrscher von Alamut, stirbt, gerüchteweise von seinem Sohn Dschalal ad-Din Hassan vergiftet, der ihm auf den Thron nachfolgt. Dieser bricht sofort nach seinem Herrschaftsantritt öffentlich mit der auf der „Auferstehung“ des Imams und dem angebrochenen „jüngsten Tag“ fußenden Lehre seiner Väter, bekennt sich zum orthodoxen Islam der Sunna und setzt die Scharia wieder in Kraft.
- Qutb-ud-Din Aibak stirbt an den Folgen eines Unfalls beim Polospiel. Zu seinem Nachfolger als Sultan von Delhi aus der Sklavendynastie wird Aram Shah gewählt. Er wird aber nicht allgemein anerkannt und ein weiterer Sklavengeneral, Schams ad-Din Iltutmish, erhebt sich gegen ihn.
- Tsuchimikado dankt zu Gunsten seines Bruders Juntoku als Tennō von Japan ab.

#### Urkundliche Ersterwähnungen
- 15. Oktober: Der Kölner Erzbischof Dietrich I. von Hengebach legt den Grundstein für die als Fliehburg vorgesehene Godesburg.
- Erste Erwähnung des Ortes Mittelstille in Thüringen
- Berneck, Morissen und Rickenbach werden erstmals urkundlich erwähnt.

### Wissenschaft und Technik
- um 1210: Frühe Papiermühlen bei Genua
- um 1210: Bei den Zisterziensern entstehen die ersten Bockwindmühlen, die sich rasch in ganz Europa ausbreiten.

### Kultur
- Beginn der zweiten Bauphase des Freiburger Münsters (1210/1220)

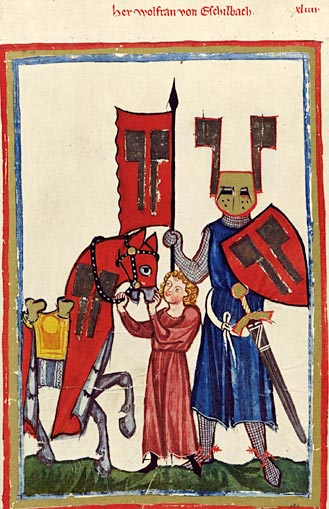
Wolfram von Eschenbach; Autorbild als Ritter im Codex Manesse

- um 1210: Vollendung des Versromans Parzival durch den Dichter Wolfram von Eschenbach (begonnen um 1200)
- um 1210: Durch den Tod des Gottfried von Straßburg bleibt sein Versepos Tristan und Isolt (begonnen um 1205) unvollendet

### Religion

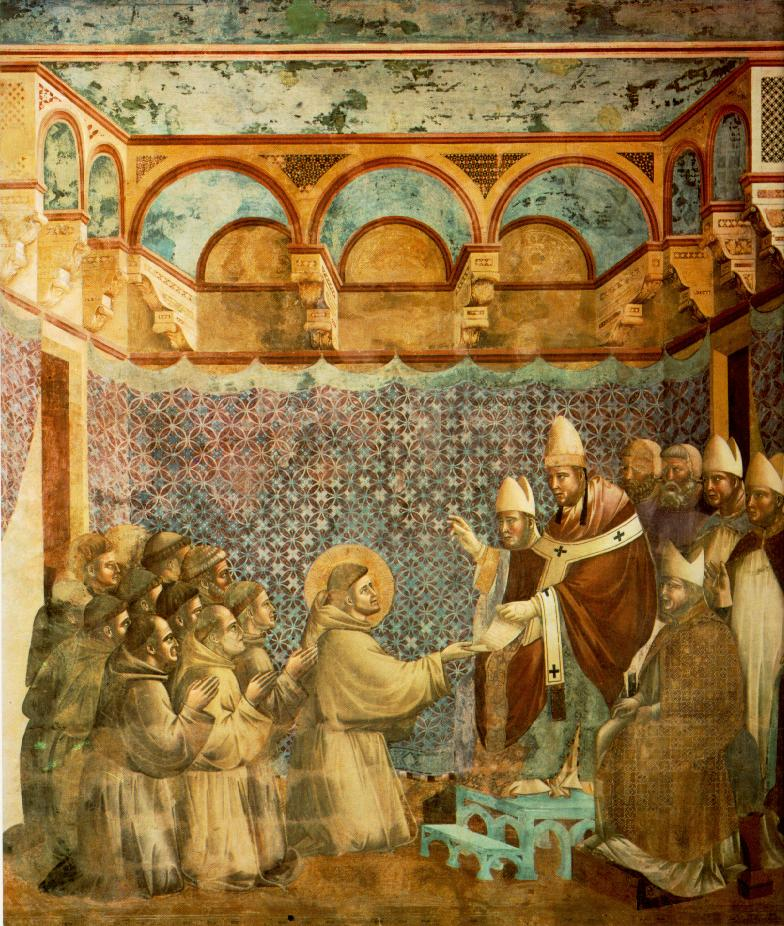
Franz und seine Brüder erbitten die Bestätigung der Regel (Darstellung von Giotto di Bondone, um 1295)

- Die Regeln des von Franz von Assisi gegründeten Ordens der Minderen Brüder werden durch Papst Innozenz III. bestätigt. Die Gemeinschaft lebt vorläufig auf dem Gelände der kleinen Kirche Portiunkula unterhalb von Assisi.
- Die Anführer der Amalrikaner in Frankreich werden großteils verhaftet, als Häretiker verurteilt und auf dem Scheiterhaufen hingerichtet.
- Die Schrift De divisione naturae des Johannes Scotus Eriugena wird wegen Monismus kirchlich verurteilt.
- Erstes kirchliches der Lehren des Aristoteles in Paris

## Historische Karten und Ansichten

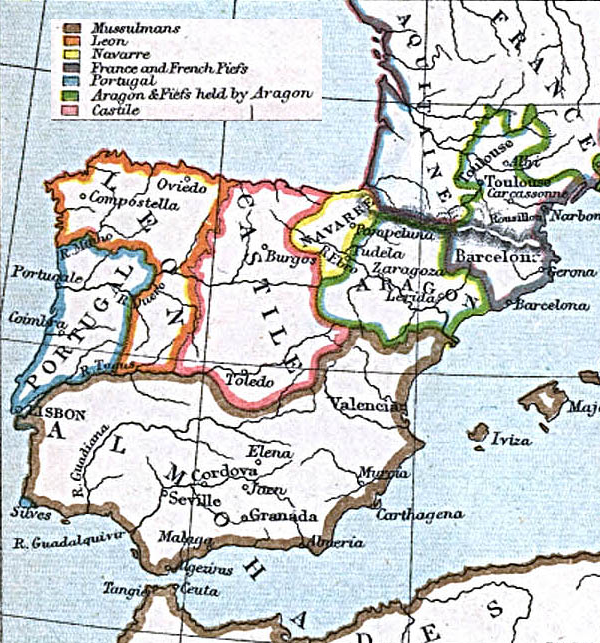
Die iberische Halbinsel 1210

## Geboren

### Geburtsdatum gesichert
- 5. Mai: Alfons III., König von Portugal († 1279)
- 24. Juni: Florens IV., Graf von Holland und Zeeland († 1234)
- 22. Juli: Johanna von England, englische Prinzessin, Queen Consort of Scotland († 1238)

### Genaues Geburtsdatum unbekannt
- Adolf II. von Dassel, deutscher Adeliger († 1257)
- Alix von Montferrat, Königin von Zypern († 1233)
- Anselm von Meißen, Priester des Deutschen Ordens und Bischof von Ermland († 1278)
- Beatrix von Andechs-Meranien, Gräfin von Orlamünde († 1271)
- Chim Namkha Dragpa, Kadampa-Meister des tibetischen Buddhismus († 1285)
- Giovanni da Procida, süditalienischer Arzt und Diplomat († 1298)
- Tebaldo Visconti, unter dem Namen Gregor X. Papst († 1276)
- Heinrich I., Graf von Vianden († 1252)
- Wilhelm IV., Graf von Jülich († 1278)

### Geboren um 1210
- Berthold von Regensburg, franziskanischer Prediger († 1272)
- Birger Magnusson von Bjälbo, schwedischer Staatsmann, Jarl von Schweden und Gründer von Stockholm († 1266)
- Giles d’Argentine, englischer Adliger, gehörte zu den Führern der Adelsopposition im Zweiten Krieg der Barone († 1282)
- Gottfried II., Herr von Apremont und Graf von Saarbrücken († 1250)
- Giacomo Savelli, unter dem Namen Honorius IV. Papst († 1287)
- Hugh de Vere, 4. Earl of Oxford, englischer Adeliger († 1263)
- Isaak ibn Latif, kastilischer jüdischer Philosoph († um 1282)
- Wartislaw III., Herzog von Pommern-Demmin († 1264)
- Wok von Rosenberg, Oberster Marschall des Königreichs Böhmen und Landeshauptmann der Steiermark
- 1210/1215: Meister Gerhard, erster Kölner Dombaumeister († um 1271)
- 1210/1215: Gertrud von Babenberg, Landgräfin von Thüringen († 1241)

## Gestorben

### Todesdatum gesichert
- 29. April: Johannes von Phanijoit, koptischer Neo-Märtyrer
- 6. Mai: Konrad II. von Landsberg, Markgraf der Lausitz und Herr von Rochlitz (* 1159)
- 30. Mai: Roffrid de Insula, Abt des Klosters Monte Cassino
- 17. Juli: Folke Birgersson, schwedischer Jarl (* 1164)
- 17. Juli: Sverker II., König von Schweden (* um 1160)
- 1. September: Nur ad-Din Muhammad, Imam der Nizariten (Assassinen) (* 1147)
- 21. Oktober: Hugo II., Propst des Klosterstifts Berchtesgaden
- 17. Dezember: Siegfried IV., Graf von Lebenau

### Genaues Todesdatum unbekannt
- Mai: Richard of the Provender, Bischof von Dunkeld
- Engelhard von Langheim, deutscher mittellateinischer Kirchenschriftsteller, Zisterziensermönch und Prior (* vor 1140)
- Gruffudd ab Ifor, walisischer Adliger
- Jonathan, Bischof von Dunblane
- Maud de St Valery, anglonormannische Adlige (* 1153/1155)
- Qutb-ud-Din Aibak, Sultan von Delhi und Begründer der Sklavendynastie (* um 1150)
- Taglung Thangpa Trashi Pel, Gründer der Taglung-Kagyü-Schule aus der Kagyü-Schultradition des tibetischen Buddhismus (* 1142)
- William de Braose, cambro-normannischer Adliger (* um 1175)

### Gestorben um 1210
- 1208/1210: Walter Map, englischer Schriftsteller walisischer Herkunft (* um 1140)